# الغواصة الألمانية يو-171
غواصة يو-171 غواصة يو بوت ألمانية من الفئة التاسعة سي بنيت لسلاح بحرية ألمانيا النازية كريغسمارينه، في أحواض بناء السفن والآلات الألمانية وإيه جي فيزر في بريمن خلال الحرب العالمية الثانية.